# Predoblado
El predoblado (también llamado pre-bending) es una técnica de fabricación consistente en un doblado inicial del tubo previo al conformado para obtener determinadas formas finales de tubo. 

## Descripción
El predoblado se requiere en situaciones en las que el tubo, inicialmente recto, debe ser doblado antes de entrar en la matriz para obtener así los dobleces de la pieza que no es posible obtener por hidroconformado de tubos.
Al igual que en el proceso de hidroconformado de tubos es conveniente ejercer un esfuerzo axial para reducir el adelgazamiento de las paredes, en el pre-bending también se utiliza el denominado bending boost o empuje de doblado, con el objetivo de reducir el adelgazamiento del espesor del tubo producido principalmente en la zona exterior de doblado. Minimizando este adelgazamiento maximizamos la deformabilidad del tubo en la fase de hidroconformado. El porcentaje de bending boost se puede describir como el cociente entre el desplazamiento de la matriz entre el arco descrito por la directriz del tubo en la zona de doblado (CLR):

{\displaystyle \%boost={\frac {\mbox{presion de desplazamiento de la matriz}}{\mbox{arco de la directriz del tubo}}}\cdot 100}

De esta forma se consigue un mayor empuje o boost incrementando la presión de desplazamiento de la matriz durante el doblado. El aumento de presión de desplazamiento ofrece una mejor fuerza axial en el tubo, que hace que una mayor cantidad de material fluya hacia la zona de doblado, reduciendo así el adelgazamiento de las paredes en dicha zona.
Para evitar deslizamientos relativos entre el tubo y la matriz, se coloca un bloque de empuje o boost block que bloquea dicho desplazamiento. Observamos que si el empuje es inferior a la longitud de doblado, éste se considera bajo, mientras que en el caso contrario, si el empuje es mayor que la longitud de doblado, éste se considera alto.